# Keum Suk Gendry-Kim

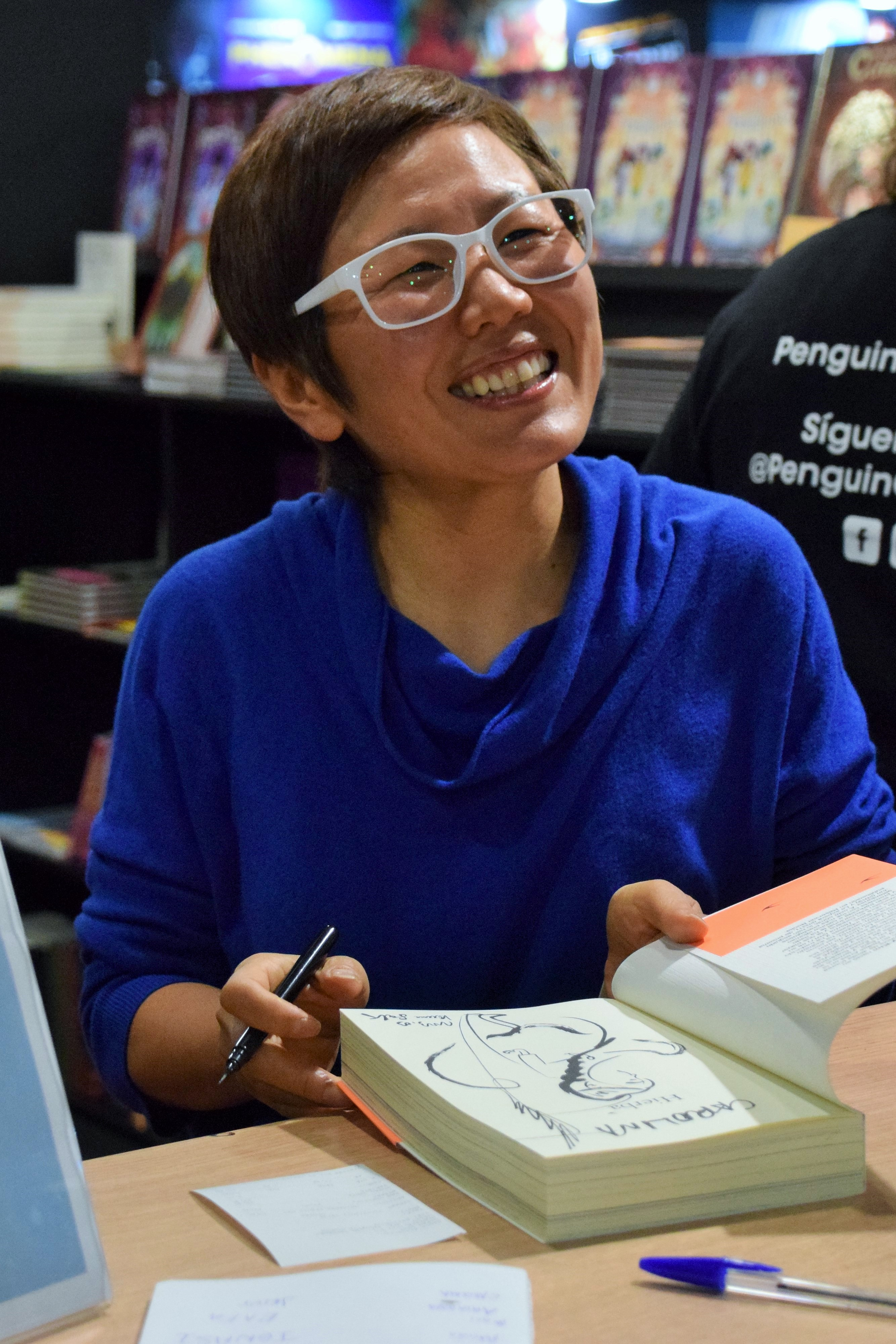
Keum Suk Gendry-Kim

Keum Suk Gendry-Kim (1971) is een Zuid-Koreaanse striptekenaar en auteur van diverse prijswinnende graphic novels. Haar bekendste beeldroman Grass verscheen in lijsten als beste boek van het jaar in de The New York Times en The Guardian, won de Cartoonist Studio Prize for Best Print Comic of the Year, en de Big Other Book Award for Best Graphic Novel in 2019.